# (You Gotta) Fight for Your Right (to Party!)
(You Gotta) Fight for Your Right (to Party!) (kurz: Fight for Your Right) ist ein Lied der US-amerikanischen Hip-Hop-Gruppe Beastie Boys. Es wurde im Dezember 1986 als vierte Single von ihrem Debütalbum Licensed to Ill veröffentlicht und erreichte Platz sieben der Billboard Hot 100. 1995 wurde das Lied in die Liste der 500 Songs that Shaped Rock and Roll der Rock and Roll Hall of Fame aufgenommen. Der Titel ist außerdem auf den Alben The Sounds of Science (1999) und Solid Gold Hits (2005) zu finden.

## Intention und Rezeption
Ironischerweise war das von Adam Yauch und Tom „Tommy Triphammer“ Cushman geschriebene Lied ursprünglich als eine Parodie auf Partylieder, wie beispielsweise Smokin’ in the Boys Room (Brownsville Station, 1973) und I Wanna Rock (Twisted Sister, 1984), angelegt. Die Ironie wurde jedoch von den meisten Hörern nicht wahrgenommen. Michael „Mike D“ Diamond kommentierte dies wie folgt: „Das einzige, was mich stört, ist, dass wir vielleicht bestimmte Gefühle einiger Menschen im Publikum verstärkt haben, die total gegensätzlich zu unseren eigenen Gefühlen waren. Es gab etliche Jungs, die Fight for Your Right mitsangen, die blind gegenüber der Tatsache waren, dass dieses Lied eigentlich genau sie veräppelte.“

## Musikvideo
Im Video zum Lied, das in einer großen Tortenschlacht endet, führten Ric Menello und Adam Dubin Regie. Es gibt eine Reihe Gastauftritte: Die zu dem Zeitpunkt noch unbekannte Fernsehreporterin Tabitha Soren, der Rapper LL Cool J, Mitglieder der Punkrockband Murphy’s Law und der Produzent der Beastie Boys Rick Rubin, der im Video ein AC/DC- und Slayer-T-Shirt trägt.
Soren, deren Haare für den Dreh blond gefärbt wurden, nahm teil, weil sie mit Rubin befreundet war. In einem Interview sagte sie über die Dreharbeiten: „Ich versuchte dauernd, nicht mit den klebrigen Torten in Berührung zu kommen, weil die verwendete Schlagsahne aus den Abfällen einiger Supermärkte zusammengesucht wurde, da im Videobudget kein Schlagsahnengeld eingeplant war. Daher waren die Torten schlecht und rochen faulig. Im ganzen Raum roch es im Anschluss an die Tortenschlacht nach schlechten Eiern. Man war geneigt zu brechen.“

## Fight for Your Right Revisited
Adam Yauch schrieb und drehte 2011 eine surreale Kurzfilm-Komödie mit dem Titel Fight for Your Right Revisited, um den 25. Geburtstag des Originalvideos zu zelebrieren. Der Film diente als Video für die Single Make Some Noise aus dem Album Hot Sauce Committee Part Two. Die meisten der darin geführten Gedankensprung-Dialoge der Akteure waren improvisiert.
Revisited erzählt die Vorgeschichte zu den Ereignissen des Originalvideos: Die Mitglieder der Beastie Boys, Mike D, Ad-Rock and MCA (gespielt von Seth Rogen, Elijah Wood und Danny McBride) albern betrunken herum, bevor sie schließlich von ihren Ebenbildern aus der Zukunft (gespielt von John C. Reilly, Will Ferrell und Jack Black), die in einem DeLorean hinzukommen, zu einer dance battle herausgefordert werden.
Es treten erneut viele andere bekannte Personen aus dem Showgeschäft auf: Stanley Tucci, Susan Sarandon, Steve Buscemi, Alicia Silverstone, Laura Dern, Shannyn Sossamon, Kirsten Dunst, Ted Danson, Rashida Jones, Jason Schwartzman, Rainn Wilson, Amy Poehler, Mary Steenburgen, Will Arnett, Adam Scott, Chloë Sevigny, Maya Rudolph, David Cross, Orlando Bloom, Martin Starr sowie die „richtigen“ Beastie Boys. Dabei erscheinen viele der Prominenten nur für wenige Sekunden.
Das Lied Fight for Your Right selbst wird nicht gesungen, jedoch wird es kurz zu Beginn des Films angespielt.

## Kommerzieller Erfolg

### Chartplatzierungen
| ChartsChartplatzierungen       | Höchstplatzierung | Wochen |
| ------------------------------ | ----------------- | ------ |
| Deutschland (GfK)              | 25 (11 Wo.)       | 11     |
| Vereinigte Staaten (Billboard) | 7 (18 Wo.)        | 18     |
| Vereinigtes Königreich (OCC)   | 11 (13 Wo.)       | 13     |

| ChartsJahrescharts (1987)      | Platzierung |
| ------------------------------ | ----------- |
| Vereinigte Staaten (Billboard) | 98          |

### Auszeichnungen für Musikverkäufe
| Land/Region                  | Auszeichnungen für Musikverkäufe (Land/Region, Auszeichnung, Verkäufe) | Verkäufe |
| ---------------------------- | ---------------------------------------------------------------------- | -------- |
| Neuseeland (RMNZ)            | Platin                                                                 | 30.000   |
| Vereinigtes Königreich (BPI) | Silber                                                                 | 200.000  |
| Insgesamt                    | 1× Silber · 1× Platin ·                                                | 230.000  |

## Coverversionen
- Die Gruppe Public Enemy sampelte das Lied 1988 für „Party for Your Right to Fight“.[10]

- Das deutsche Musikprojekt N.Y.C.C. erreichte mit einer Coverversion im Jahr 1998 Platz 11 in den deutschen Single-Charts, wo sie sich insgesamt 17 Wochen lang in den Top 100 hielt.[11]}

- McFly coverten Fight for Your Right als B-Seite auf der Single Baby’s Coming Back/Transylvania. Diese Version befindet sich auch auf dem Album The Greatest Bits: B-Sides & Rarities.

- Sammy Hagar coverte das Lied 2008 für sein Soloalbum Cosmic Universal Fashion.

- Am 2. August 2009, während des letzten Abends des All Points West Music & Arts Festivals, führten Coldplay eine akustische Piano-Version des Lieds zu Ehren der Beastie Boys auf, die nicht auftreten konnten, da Adam Yauch an Krebs erkrankte.[12] Coldplay wiederholte den Auftritt am 4. Mai 2012 während ihres Konzerts in der Hollywood Bowl zu Ehren Yauchs, der am selben Tag verstarb.[13][14]

- Die Singer-Songwriterin Cara Quici coverte das Lied 2013 mit dem Titel Fight[15].

- In der Serie Glee (Episode: „Sweet Dreams“) sangen die Figuren Finn Hudson (Cory Monteith) und Noah „Puck“ Puckerman (Mark Salling) Fight for Your Right. Es war das letzte von Monteith aufgenommene Lied, bevor er starb.

- Die Hardcore-Punk-Gruppe Deez Nuts coverte das Stück auf ihrem Album Stay True ebenfalls mit dem Titel Fight for Your Right.[16]